# Rye (Kolorado)
Rye – miasto w Stanach Zjednoczonych, w stanie Kolorado, w hrabstwie Pueblo.